# Bezirk Skawina
Bezirk Skawina – dawny powiat (Bezirk) kraju koronnego Królestwo Galicji i Lodomerii, funkcjonujący w latach 1854–1867. Siedzibą starostwa było miasto Skawina.

## Historia
Bezirk Skawina utworzono w ramach reformy uwłaszczeniowej z okresu Wiosny Ludów (1848–1849), która likwidowała jurysdykcję właściciela ziemskiego nad poddanymi. W Galicji, dominium – jako podstawowa jednostka administracyjna i filar systemu feudalnego straciło rację bytu. Konieczne stało się zatem wprowadzenie nowego systemu administracyjnego, którego zręby powstały w latach 1851–1855. Nowy trójstopniowy podział administracyjny objął 21 cyrkułów (niem. Kreise), 179 małych powiatów (niem. Bezirke) i ponad 6000 gmin (niem. Gemeinde). 
Bezirk Skawina objął obszar o wielkości 3,3 mil², zamieszkany przez 16.199 ludzi i podzielony na 39 gmin katastralnych, w tym miasto Skawina. Wszedł w skład cyrkułu wadowickiego, jako jeden z jego trzynastu powiatów ziemskich. 1 maja 1860 zniesiono cyrkuł wadowicki, a jego cały obszar włączono do cyrkułu krakowskiego.
Po nadaniu Galicji autonomii oraz powołaniu samorządu gminnego i powiatowego w 1865 zlikwidowano cyrkuły (Kreise). Dotychczasowe małe powiaty (Bezirke) w liczbie 179, utrzymały się do 1867 roku, kiedy to w następstwie kolejnej reformy administracyjnej (23 stycznia 1867) zostały zastąpione przez 74 większe powiaty. Obszar zniesionego Bezirk Skawina wszedł wtedy w skład nowo utworzonych powiatów: wielickiego, wadowickiego i myślenickiego (vide podział  w tabeli poniżej). 1 stycznia 1892 gminy Jurczyce i Radziszów wyłączono z powiatu myślenickiego i włączono do powiatu wielickiego.15 września 1896 wszystkie gminy dawnego Bezirk Skawina włączone bezpośrednio lub pośrednio do powiatu wielickiego weszły w skład nowo utworzonego powiatu podgórskiego.1 stycznia 1899 także wszystkie gminy dawnego Bezirk Skawina właczone do powiatu wadowickiego przeniesiono do powiatu podgórskiego. Ostatacznie prawie wszystkie gminy dawnego Bezirk Skawina znalazły się w granicach powiatu podgórksiego – jedynie gmina Wola Radziszowska pozostała w powiecie myślenickim. 1 stycznia 1924 zniesiono powiat podgórski, a wszystkie jego gminy włączono do powiatu krakowskiego.

## Podział administracyjny (1854)
| Lp. | Gmina jednostkowa     | Powierzchnia | Ludność | Powiat w 1867 po zniesieniu |
| --- | --------------------- | ------------ | ------- | --------------------------- |
| 1   | Skawina (M)           | 2000         | 910     | wielicki                    |
| 2   | Bodzów                | 265          | 105     | wielicki                    |
| 3   | Koło Tynieckie        | 115          | 32      | wielicki                    |
| 4   | Borek Fałęcki         | 940          | 300     | wielicki                    |
| 5   | Jugowice              | 325          | 147     | wielicki                    |
| 6   | Borek Nobile          | 585          | 290     | wadowicki                   |
| 7   | Chorowice             | 549          | 277     | wielicki                    |
| 8   | Gaj z Brzyczyną Górną | 877          | 526     | wielicki                    |
| 9   | Gołuchowice           | 337          | 127     | wadowicki                   |
| 10  | Konary                | 936          | 319     | wielicki                    |
| 11  | Korabniki             | 995          | 518     | wielicki                    |
| 12  | Brzyczyna Dolna       | 310          | 518     | wielicki                    |
| 13  | Kobierzyn             | 890          | 274     | wielicki                    |
| 14  | Facimiech             | 510          | 225     | wadowicki                   |
| 15  | Krzęcin               | 1372         | 526     | wadowicki                   |
| 16  | Kulerzów              | 262          | 131     | wielicki                    |
| 17  | Łagiewniki            | 490          | 208     | wielicki                    |
| 18  | Libertów              | 737          | 365     | wielicki                    |
| 19  | Lusina                | 751          | 425     | wielicki                    |
| 20  | Mogilany              | 1461         | 1080    | wielicki                    |
| 21  | Ochodza               | 480          | 242     | wadowicki                   |
| 22  | Polanka z Grabiami    | 910          | 427     | wadowicki                   |
| 23  | Pychowice             | 590          | 207     | wielicki                    |
| 24  | Radziszów             | 2724         | 1177    | myślenicki                  |
| 25  | Jurczyce              | 367          | 191     | myślenicki                  |
| 26  | Wola Radziszowska     | 2537         | 1424    | myślenicki                  |
| 27  | Skotniki              | 1500         | 987     | wielicki                    |
| 28  | Swoszowice            | 496          | 593     | wielicki                    |
| 29  | Siarczana Góra        | 175          | 57      | wielicki                    |
| 30  | Buków                 | 595          | 308     | wielicki                    |
| 31  | Kostrze               | 695          | 326     | wielicki                    |
| 32  | Opatkowice            | 685          | 278     | wielicki                    |
| 33  | Rzozów                | 730          | 422     | wielicki                    |
| 34  | Samborek              | 470          | 232     | wielicki                    |
| 35  | Kopanka               | 653          | 294     | wielicki                    |
| 36  | Sidzina z Chlebówką   | 1250         | 513     | wielicki                    |
| 37  | Tyniec                | 1890         | 1021    | wielicki                    |
| 38  | Włosań                | 1364         | 488     | wielicki                    |
| 39  | Zelczyna              | 430          | 227     | wadowicki                   |

Objaśnienie:
(M) = miasto; (m) = miasteczko